# Ctenitis fijiensis
Ctenitis fijiensis är en träjonväxtart som först beskrevs av William Jackson Hooker, och fick sitt nu gällande namn av Edwin Bingham Copeland. Ctenitis fijiensis ingår i släktet Ctenitis och familjen Dryopteridaceae. Inga underarter finns listade.